# Dorothy Chandler Pavilion

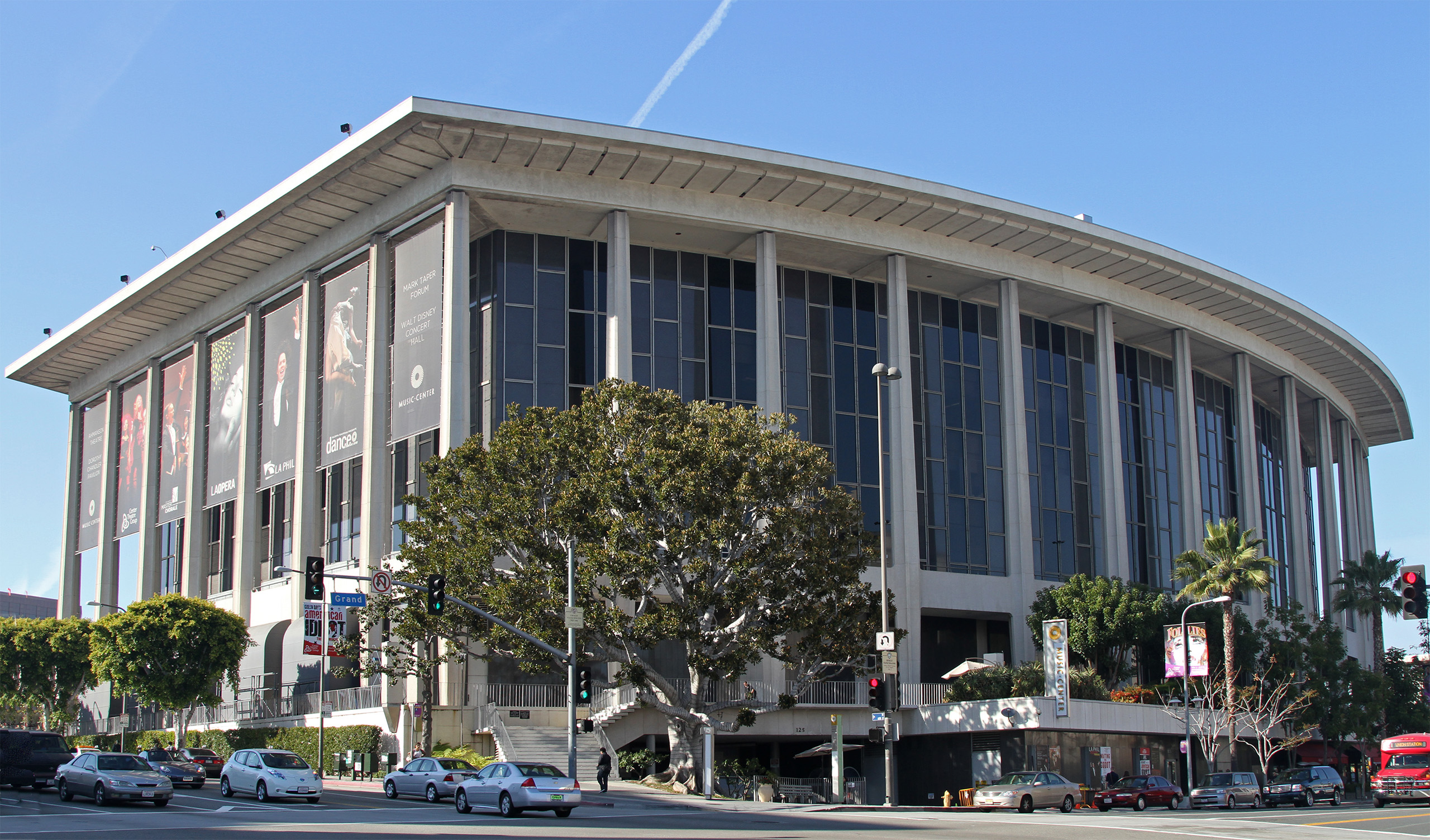
Dorothy Chandler Pavilion (2012)

Dorothy Chandler Pavilion – jeden z budynków wchodzących w skład Centrum Muzycznego Los Angeles. Budynek jest w stanie pomieścić 3 197 osób. Budowa trwała pomiędzy 9 marca 1962 a 27 września 1964. Oprócz koncertów, w budynku odbywały się inne wydarzenia kulturalne, takie jak ceremonie wręczenia Oscarów (w latach 1969–1999). Gmach znajduje się dzielnicy Civic Center w centrum Los Angeles. 